# Biskupice (powiat poznański)

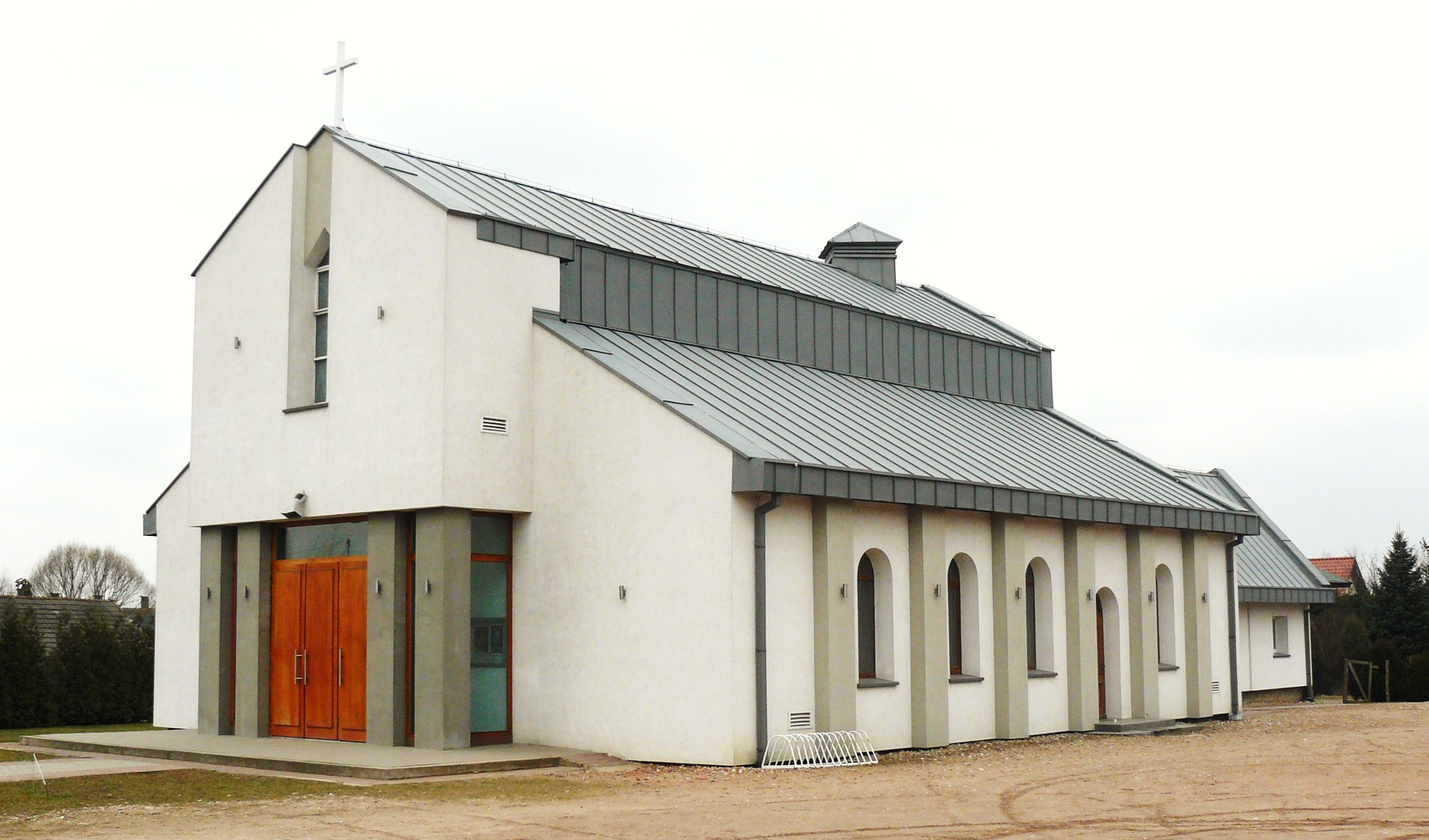
Kościół pw. NMP Nieustającej Pomocy

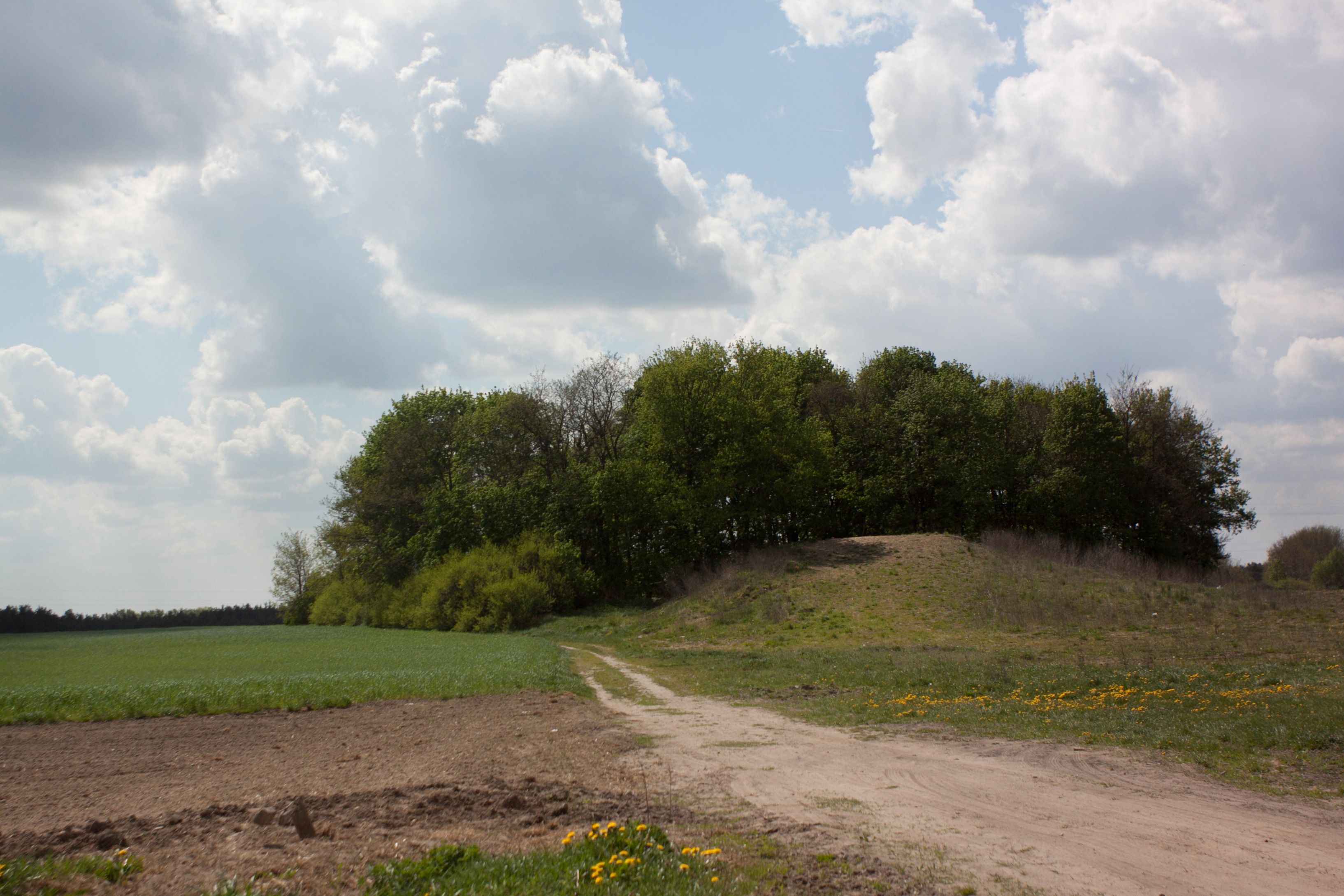
Cmentarz poniemiecki za boiskiem piłkarskim

Biskupice (niem. Biskupitz) – wieś w Polsce położona w województwie wielkopolskim, w powiecie poznańskim, w gminie Pobiedziska, ok. 18 km na wschód od Poznania.
Wieś duchowna, własność biskupstwa poznańskiego, pod koniec XVI wieku leżała w powiecie poznańskim województwa poznańskiego.
W latach 1954–1972 wieś należała i była siedzibą władz gromady Biskupice. W latach 1975–1998 miejscowość należała administracyjnie do województwa poznańskiego.
Wieś położona w sąsiedztwie rzeki Głównej i zbiornika retencyjnego Jezioro Kowalskie, 
W Biskupicach znajduje się staw wędkarski Biskupice lewe. 

## Nazwa wsi
Nazwa wsi pochodzi od właścicieli w XIII wieku – biskupów poznańskich.
- 1365 r. – Biszkvpycze
- 1470 r. – Biskvpicze
- 1531 r. – Byskupyc
- 1562 r. – Biskupycze Borowe
- 1690 r. – Biskupicze
- 1757 r. – Biskupice Duchowne
- 1919 r. – Biskupice
- podczas okupacji hitlerowskiej w latach 1939–1945 – Biskupitz, Kautzheim, Konradsau
- po wyzwoleniu – Biskupice

## Historia

### Początki osadnictwa w Biskupicach i okolicy
Na terenie osady, jaką się stały średniowieczne Biskupice, zachowało się wiele śladów po obozowiskach ludzkich z epoki kamienia. Z paleolitu znaleziono narzędzia krzemienne na terenie Biskupic i Uzarzewa.
Odkryto również pozostałości osadnictwa w dolinie rzeki Cybiny z okresu kamienia łupanego. Osady te znajdowały się na piaszczystych nieużytkach.
W 1949 roku, na tym terenie znaleziono szczątki naczyń pochodzących z okresu kultury łużyckiej. Na zachód od Jankowa odkryto osadę z epoki żelaza. W okresie kultury łużyckiej ludność zamieszkała na tym terenie prowadziła osiadły tryb życia. Zajmowali się rybołówstwem, uprawą ziemi i garncarstwem.
O rozwoju ówczesnej społeczności, która żyła w okresie państwa rodowo-plemiennego świadczyła budowa osady obronnej w postaci grodu na Górze.
Systematyczny rozwój gospodarki zdecydował, że osadnictwo z pradoliny rzeki Cybiny przeniosło się w miejsce karczowanych lasów. Na wykarczowanych obszarach w pobliżu traktu bursztynowego poznańsko-gnieźnieńskiego, którym przemieszczały się karawany kupców z zachodu, ukształtowały się dwa skupiska ludności.

### 960–1500
Przyjęcie chrześcijaństwa przez Mieszka I i jego dwór, budowa świątyni przez Dąbrówkę na Ostrowie Lednickim i prowadzona misja, zapoczątkowały powstanie nowego ustroju w państwie. Utworzenie biskupstwa w Gnieźnie i w Poznaniu, osiedlanie się zakonów prowadzących misje, nadawanie ziem i osad wyróżniającym się rycerzom zdecydowało, że wiele osad uzależnionych zostało od nowych właścicieli.
Ze względu na brak źródeł pisanych trudno stwierdzić, kto był pierwszym właścicielem osady, jaką stały się późniejsze Biskupice. Książęta polscy od X do połowy XIII wieku dokonali licznych nadań majątków, na które nie ma dziś dokumentów.
Do biskupstwa poznańskiego i kapituły należały liczne osady wokół Poznania, w tym Biskupice. Wieś należała do stołu biskupiego do XVII wieku. Z powyższego wynika, że nazwa wsi pochodzi od właściciela osady, którym był kolejny biskup poznański.
W dokumentach pisanych pierwsza wzmianka historyczna o Biskupicach związana jest z biskupem poznańskim Boguchwałem – kanclerzem księcia Przemysła I, który pochodził z rodu Porajów zamieszkałych we Wronczynie. Biskup Boguchwał za zgodą kapituły erygował 9 lipca 1256 r. kościół parafialny we Wronczynie, przydzielając na jego utrzymanie dziesięciny z dóbr biskupich z Biskupicach i Bożejewie. Ujawniona nazwa wsi nie pozwala podać daty jej lokacji, ale potwierdza fakt, że jej właścicielem był biskup poznański.
W XIV wieku wieś Biskupice składała się ze wsi sołeckiej, nazwanym szarym końcem, gdzie ziemia była piaszczysta i majątku biskupiego, gdzie ziemia była gliniasta i urodzajna.
W okresie panowania w Polsce Kazimierza Wielkiego nastąpiła intensywna produkcja zbóż. W związku z koniecznością przemiału większej ilości zboża zostało zbudowanych kilka młynów wodnych na rzece Głownie i Cybinie. Zgodnie z decyzją biskupa poznańskiego – Jana Doliwy w 1365 r. został zbudowany na Cybinie młyn wodny, który wraz z przyległym obszarem ziemi przyłączono do majątku biskupiego w Biskupicach.

### 1500–1793
W 1510 r. do Biskupic należały 24 łany ziemi. 4 łany ziemi sołeckiej uprawiało 8 gospodarzy. We wsi zamieszkiwało 5 zagrodników kmiecych, którzy posiadali po pół łana ziemi, 2 zagrodników małorolnych i 2 bezrolnych osadników. Źródła z tego okresu nie wspominają o majątku biskupim.	
W 1531 r. ze względu na spory terytorialne między mieszkańcami wsi Góra i Biskupice została wyznaczona granica między pastwiskami w pradolinie rzeki Cybiny. W 1660 roku sołectwo w Biskupicach zostało sprzedane na rzecz kolegium wikariackiego w Gnieźnie.
Zniszczenia wojenne, które nastąpiły w Wielkopolsce po potopie szwedzkim i po wojnie północnej, zdecydowały o upadku wielu miast i wsi. Znaczna część ludności trafiła do niewoli. W opuszczonych gospodarstwach właściciele wsi starali się osiedlać nowych osadników.
Biskup poznański Teodor Czartoryski w roku 1749 zapisał roczny czynsz wsi Biskupice na utrzymanie seminarzystów Seminarium Duchownego w Poznaniu. Wśród dokumentów pisanych, związanych z wsią Biskupice, znajduje się dokumentem który daje początek wsi Biskupice Duchowne. Biskup poznańsko – warszawski Zukow, aktem wydanym 3 lutego 1819 r., przeznaczył 296 mórg holenderskich z majątku kapituły poznańskiej w Biskupicach na założenie nowej wioski. Ziemię w nowej wsi otrzymali: sołtys – 18 mórg, szynkarz- 14 i katolicki nauczyciel 8 mórg. Pozostały areał ziemi został podzielony między 8 gospodarzy. Biskup poznański- Teodor Czartoryski w roku 1765 sprowadził do Biskupic osadników niemieckich – bambrów, których osadził na pustkowiach.

### Okres zaborów
W roku 1793 Wielkopolska znalazła się pod zaborem króla Prus Fryderyka Wilhelma. W latach 1790–1798 władze pruskie przeprowadziły konfiskatę dóbr kościelnych. Ziemie i majątki należące do biskupstwa przejął rząd pruski, który po przeprowadzeniu nowych pomiarów geodezyjnych przydzielili ziemie osadnikom niemieckim sprowadzonym z Niemiec. w wyniku nowego podziału geodezyjnego w Biskupicach utworzono majątek ziemski i 8 działek dla gospodarzy – osadników niemieckich. We wsi pozostało jedynie kilka małych gospodarstw, których właścicielami byli Polacy.
W roku 1880 Biskupice liczyły 17 dymów (domostw), w których zamieszkiwało 204 obywateli. Wśród mieszkańców było 118 ewangelików i 86 katolików. Oprócz Biskupic duchownych była wieś kolonizacyjna Biskupice królewskie (10 dymów i 121 mieszkańców).
W latach 1870–1872 na polach wsi Biskupice została zbudowana linia kolejowa łącząca Poznań z Gnieznem. Po dwóch latach od przejazdu pierwszego składu pociągów pobudowano dworzec kolejowy i budynek stacyjny (obecnie przystanek kolejowy Biskupice Wielkopolskie). Fakt ten wpłynął na to, że władze pruskie utworzyły w roku 1885 pocztę. We wsi była wówczas kuźnia, warsztat kołodziejsko – stolarski i gościniec z salką na zebrania i zabawy.

### Szkoła w Biskupicach
Pierwsza wzmianka o szkole w Biskupicach pochodzi z 1819 r. Z dokumentu wydanego przez biskupa Zukowa wynika, że na utrzymanie szkoły i nauczyciela zostało przeznaczone 8 mórg ziemi. Szkoła znajdowała się wówczas w wiejskiej chacie. Pracowali w niej nauczyciele niemieccy. Nowy budynek szkolny władze pruskie oddały do użytku w 1908.
Uczniowie szkoły w Biskupicach dnia 25 sierpnia 1906 r. przyłączyli się do trwającego w wielu szkołach w Wielkopolsce strajku dzieci polskich przeciwko nauczaniu religii w języku niemieckim. Niestety dzieci przegrały walkę w obronie polskiej mowy, gdyż przy pomocy policji i władz administracyjnych strajk został złamany. Jednak w ich świadomości obudził się patriotyzm i chęć do walki z germanizacją.

### I wojna światowa
Wybuch pierwszej wojny światowej w 1914 r. spowodował zaciąg do armii pruskiej zarówno Niemców, jak i Polaków. Po klęsce armii pruskiej na froncie zachodnim wielu Polaków powróciło do swych rodzin. Gdy w grudniu 1918 r, wybuchło powstanie wielkopolskie, wśród powstańców znalazło się kilku ochotników z Biskupic i sąsiednich wsi. Odzyskanie niepodległości przez Polskę nie przyniosło większych zmian w strukturze własnościowej na terenie Biskupic. Siedmiu niemieckich osadników prowadziło nadal swoje gospodarstwa. Właścicielem majątku był Adolf Kautz.
Latem 1922 roku Wielkopolsce strajk robotników rolnych, którzy domagali się wypłaty zaległego wynagrodzenia i podwyżki płac ze względu na dużą inflację. Strajk w robotników w Biskupicach i we Wronczynie został zdławiony przez policję.

### II wojna światowa
Gdy we wrześniu 1939 roku nastąpił najazd wojsk hitlerowskich na Polskę, to na terenie miasta Pobiedzisk i Gminy Polska wieś został powołany Oddział Obrony Narodowej. W jego skład weszli mieszkańcy z miasta i gminy.
Z chwilą wybuchu wojny zamieszkała licznie w wielu wsiach ludność niemiecka, zaczęła prowadzić działalność dywersyjno – szpiegowską na rzecz wkraczających do Wielkopolski wojsk hitlerowskich. Członkowie Obrony Narodowej przeprowadzili rewizje u Niemców podejrzanych o dywersje, rekwirując broń i mundury organizacji Deutsche Vereinigung. Podczas rewizji u gospodarza niemieckiego Kautza w Biskupicach znaleziono broń i tajną radiostację. Wymieniony został aresztowany.
13 września 1939 r. wojska niemieckie zajęły Pobiedziska i poszczególne wioski na terenie gminy.
W dniach 14 i 15 września 1939 r. niemieckie władze wojskowe, po konsultacji z miejscowymi obywatelami niemieckimi, sporządziły listy niebezpiecznych Polaków mieszkających na terenie miasta i gminy. Aresztowano ich i osadzono w więzieniach.
Z Biskupic zostali aresztowani Edmund, Adam i Tadeusz Wardeńscy, Kazimierz Głowacki, Leopold Gogola, Czesław Stachowiak, Stanisław i Tadeusz Cieślakowie i Leon Węgrzyn. Po zakończeniu wojny do Biskupic powróciło tylko trzech z wyżej wymienionych mieszkańców. Pozostałych rozstrzelano lub zamordowano w obozach koncentracyjnych.

### Czasy współczesne
W 2011 Biskupice liczyły 1896 mieszkańców. Obecnie wieś systematycznie powiększa się m.in. w wyniku osiedlania się mieszkańców miasta Poznania. Na terenie wsi działa kilka sklepów, zakładów przemysłowych i ogrodniczych, szkoła podstawowa, dwa przedszkola oraz biblioteka, a także kościół.
Według Narodowego Spisu Powszechnego Ludności i Mieszkań z 2021 roku liczba ludności we wsi wynosi 2 518. 49,4% mieszkańców stanowią kobiety, a 50,6% ludności to mężczyźni. Biskupice zamieszkuje 12,6% mieszkańców gminy. Identyfikator miejscowości Biskupice w systemie SIMC to 0592897, a współrzędne GPS wsi Biskupice to (17.168611, 52.461667).

## Transport
Przez wieś przechodzi droga wojewódzka nr 194, biegnąca do Poznania oraz Gniezna
We wsi znajduje się przystanek kolejowy Biskupice Wielkopolskie.